# Iwaniska (stacja kolejowa)
Iwaniska – nieczynny wąskotorowy przystanek osobowy w Iwaniskach, w gminie Iwaniska, w powiecie opatowskim, w województwie świętokrzyskim, w Polsce.